# Odilia Palomo Paíz
Alicia Odilia Palomo Paíz (20 tháng 11 năm 1919 - 1985) là một giáo viên và chính trị gia người Guatemala. Bà là Đệ nhất phu nhân Guatemala từ năm 1954 đến 1957. Odilia Palomo Paiz là vợ của Tổng thống Carlos Castillo ArmasBà 
Bà sinh ra ở thành phố Guatemala, con gái của Herminio Palomo Mayorga và Josefina Paíz Amado. Sau đó, bà kết hôn với Carlos Castillo Armas vào năm 1933.
Odilia Palomo Paíz trở thành Đệ nhất phu nhân sau khi chồng bà được đầu tư làm Tổng thống GuatemalaBà Bà đã có mặt trong chuyến thăm của Phó Tổng thống Richard Nixon và vợ ông Pat NixonBà Vào ngày 27 tháng 7 năm 1957, bà có mặt trong vụ giết chồng Carlos Castillo Armas và là nhân chứng duy nhất của vụ án mạng. Sau tang lễ của chồng, bà từ giã cuộc sống công khai, năm 1976, Tổng thống Fernando Romeo Lucas García đã trang trí cho bà với Huân chương Dolores Bedoya de Molina cho công việc giáo dục và xã hội của bà. Palomo Paíz mất năm 1985.